# 忘恋剤
『忘恋剤』（ぼうれんざい）は、「特集ドラマ」として2023年3月30日にNHK総合にて放送されたテレビドラマ。主演は吉川愛。
NHKの若手ディレクターが若手脚本家とタッグを組む「脚本開発会」から生まれたオリジナルドラマ。
別れた恋人との記憶を全部忘れられる薬「忘恋剤」を試してみる、元恋人同士のふたりの心模様と未来を描く。

## あらすじ
相川葵は5年間付き合って、最後は喧嘩別れした元彼・小林景とのことが忘れられず、なかなか前を向いて新しい恋に踏み出せずにいる。
そんな葵を心配して、会社の先輩・奈緒は、元彼との記憶を全部忘れられるという「忘恋剤」という薬を手渡す。いかにも怪しげな薬だが、奈緒自身も離婚した時に元夫との記憶を消すために使ってみて効果があったという。
そんな時、景からの呼び出しで、彼の部屋に残っている自分の荷物を引き取りに行った際に口論になってしまい、二人が交際していたことをなかったことにしたいと景が言い始める。同じ気持ちになった葵は、それならと「忘恋剤」を使って記憶を消そうとし、景も同意する。
「忘恋剤」は、細い棒状のお菓子のような形で、説明書の服用方法の「使用する2名で両端をくわえ、中央に向かってゆっくりと食べ進める」との説明に従い、服用していく。説明書には「副作用として消去対象の記憶が思い出されることがあります」とあり、薬の効果が出始めたふたりも様々な思い出とともに切ない思いを呼び起こされ、心が揺さぶられていく。

## キャスト

### 主要人物
相川葵（あいかわ あおい）〈28〉
演 - 吉川愛
東京の大学卒業後、関西で働く。景と出会い5年間交際するが、喧嘩の末別れており、それ以降、新しい恋に踏み出せずにいる。
小林景（こばやし けい）〈28〉
演 - 倉悠貴
葵の元彼。葵と同じく、仕事の都合で関西に住む。自身の退職をめぐって葵と口論になり、葵と決別の末、東京に引っ越そうとする。
若松奈緒（わかまつ なお）
演 - ヒコロヒー
葵の会社の先輩。彼と別れてからなかなか前を向けずにいる葵を心配し、自身の離婚の際に使った「忘恋剤」を葵に渡す。

### その他
- 永沼伊久也、湯浅崇、後藤健司、納谷健、中尾聡

## スタッフ
- 作 - 松本窓
- 音楽 - 森優太
- 制作統括 - 陸田元一
- 演出 - 南野彩子
- 制作 - NHKエンタープライズ
- 制作・著作 - NHK